# Дајен Нил
Дајен Александра Нил (енгл. Diane Alexandra Neal; Александрија, Вирџинија, 17. новембар 1975) је америчка филмска и телевизијска глумица. Најпознатија је по улози Кејси Новак у серији Ред и закон: Одељење за специјалне жртве.